# Expedição 7
Expedição 7 foi a sétima expedição à Estação Espacial Internacional (EEI) e a primeira realizada com apenas dois tripulantes. Foi também a primeira realizada após o desastre do ônibus espacial Columbia, ocorrido em fevereiro de 2003. Lançada de Baikonur a bordo da nave russa Soyuz TM-2 em 26 de abril de 2003, a tripulação binacional formada por Yuri Malenchenko e Edward Lu retornou à Terra seis meses depois, trazendo o astronauta espanhol Pedro Duque na mesma nave.

## Tripulação
| Posição           | Tripulante       |                  |
| ----------------- | ---------------- | ---------------- |
| Comandante        | Yuri Malenchenko | Yuri Malenchenko |
| Engenheiro de voo | Edward Lu        | Edward Lu        |

## Parâmetros da Missão
- Massa: 187,016 kg
- Perigeu: 384 km
- Apogeu: 396 km
- Inclinação: 51.6°
- Período: 92 min
- Acoplagem: 28 de Abril de 2003, 05:56 UTC
- Desacoplagem: 27 de Outubro de 2003, 22:17 UTC
- Duração: 182 dias, 16 horas e 20 minutos

## Missão
Com a tragédia da Columbia e a paralisação temporária do programa dos ônibus espaciais, as expedições à ISS passaram a ser feitas usando apenas as naves russas Soyuz. Durante a estadia espacial de seis meses, a tripulação realizou diversas experiências, entre elas as ligadas às ciências biológicas, física e química e suas aplicações nos processos de manufaturamento de materiais. Pesquisas e observações sobre o meio-ambiente terrestre também foram realizadas, além de experiências interativas com estudante do ensino secundário direto da Terra. Também foram feitos e supervisionados melhoramentos nos softwares a bordo da estação.
No mês de agosto, o comandante Malenchenko tornou-se o primeiro homem a casar-se direto do espaço, numa cerimônia realizada entre ele e sua noiva, na Terra.
Em 15 de outubro, poucas semanas antes do fim da missão, do centro de controle em Houston, o radio operador (CAPCOM) e astronauta Michael Fossum informou à Expedição 7, no dia 15 de outubro, o sucesso no lançamento do foguete Longa Marcha com a espaçonave Shenzhou 5 da China, transportando o taikonauta Yáng Lìwěi. Os tripulantes enviaram congratulações e o norte-americano Edward Lu, de ascendência chinesa, também deu boas vindas e desejou uma jornada segura a Liwei em chinês.
A expedição encerrou-se em 28 de outubro de 2003, com o retorno de Malenchenko e Lu à Terra, a bordo da Soyuz - trazendo com eles o espanhol Pedro Duque, que havia subido à estação no mesmo mês, como tripulante da Soyuz TMA-3 - pousando em segurança nas estepes do Casaquistão.

## Galeria

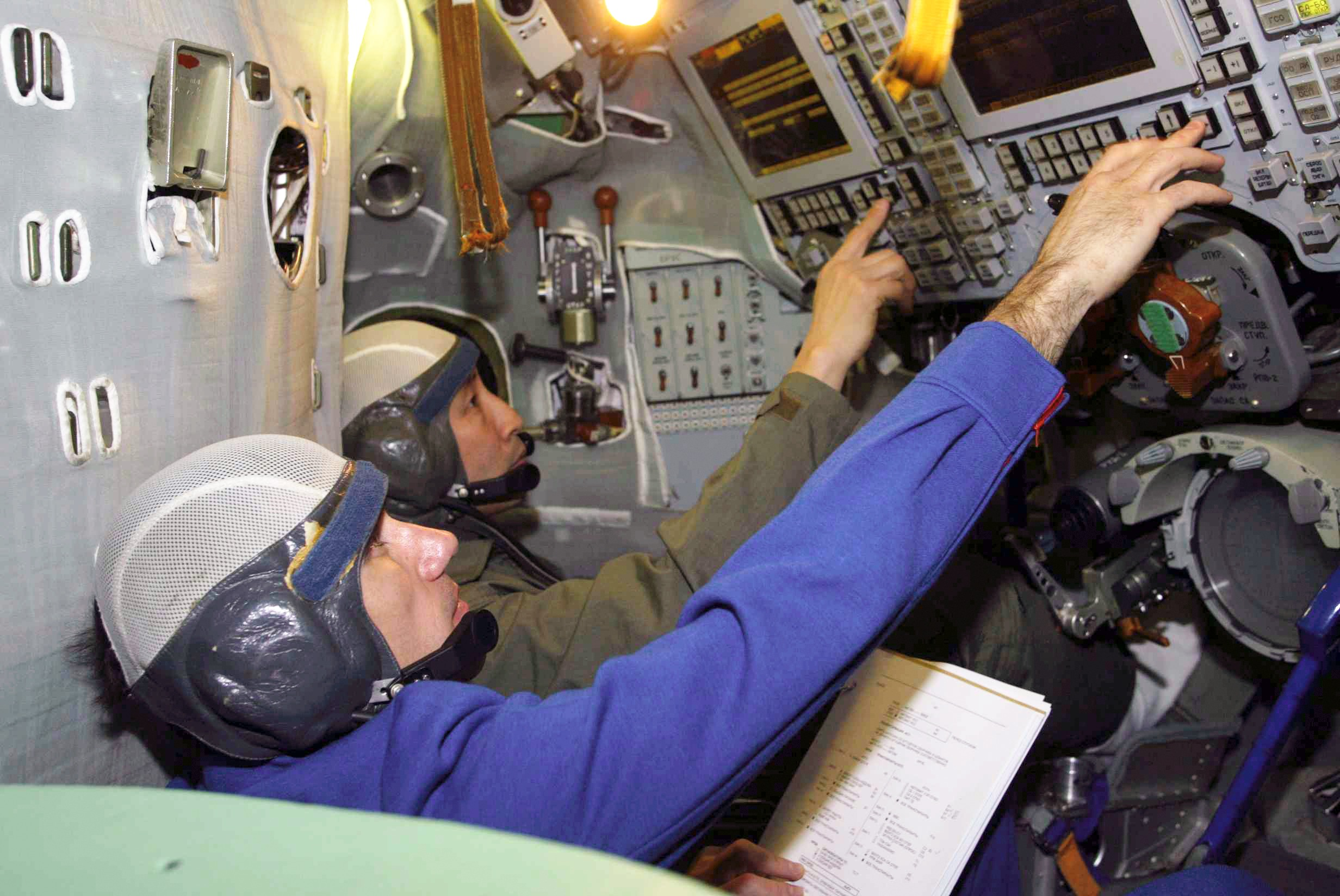
Malenchenko e Lu treinando num simulador na Cidade das Estrelas, antes da missão.
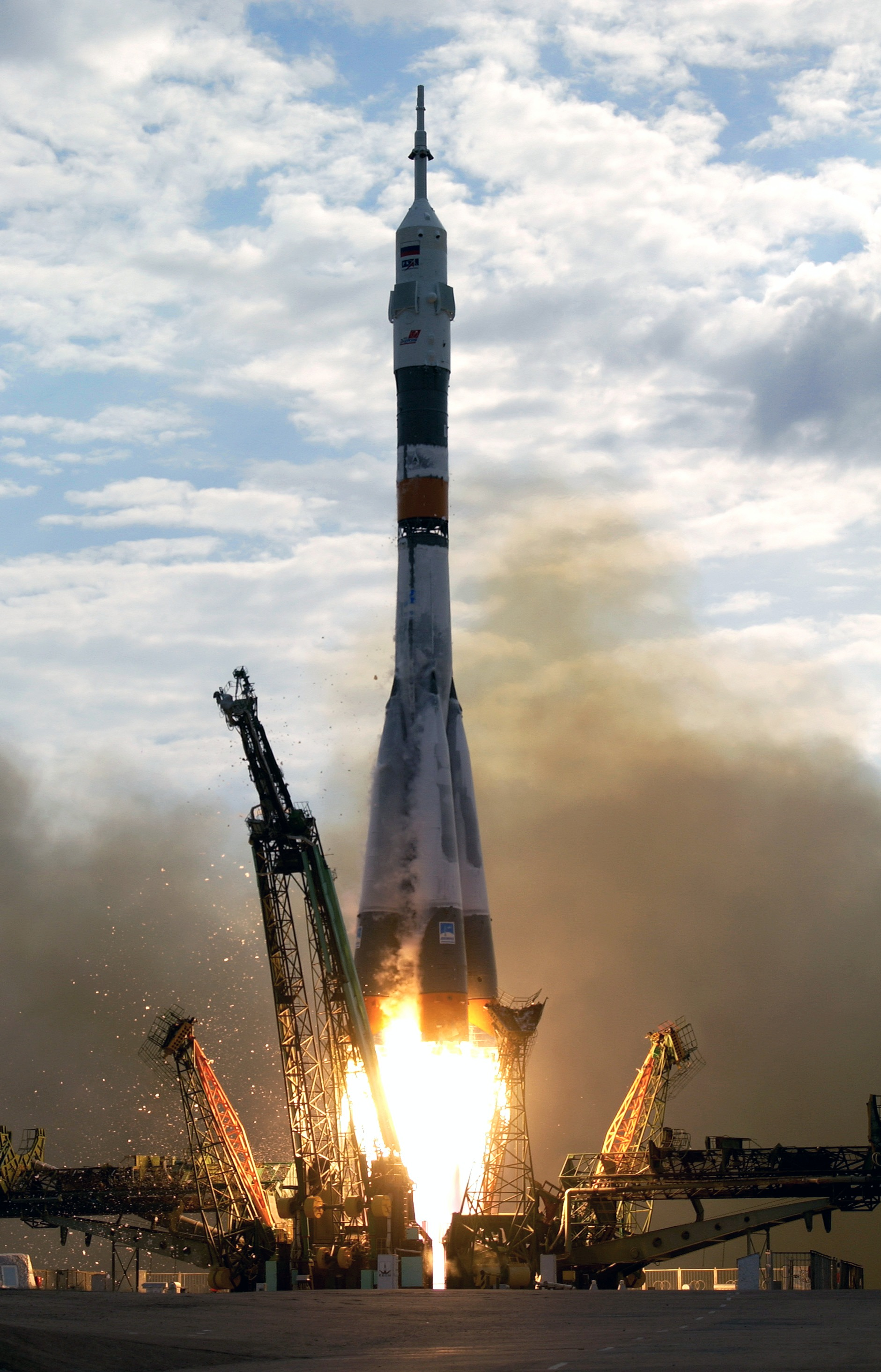
O lançamento da Expedição, em Baikonur.
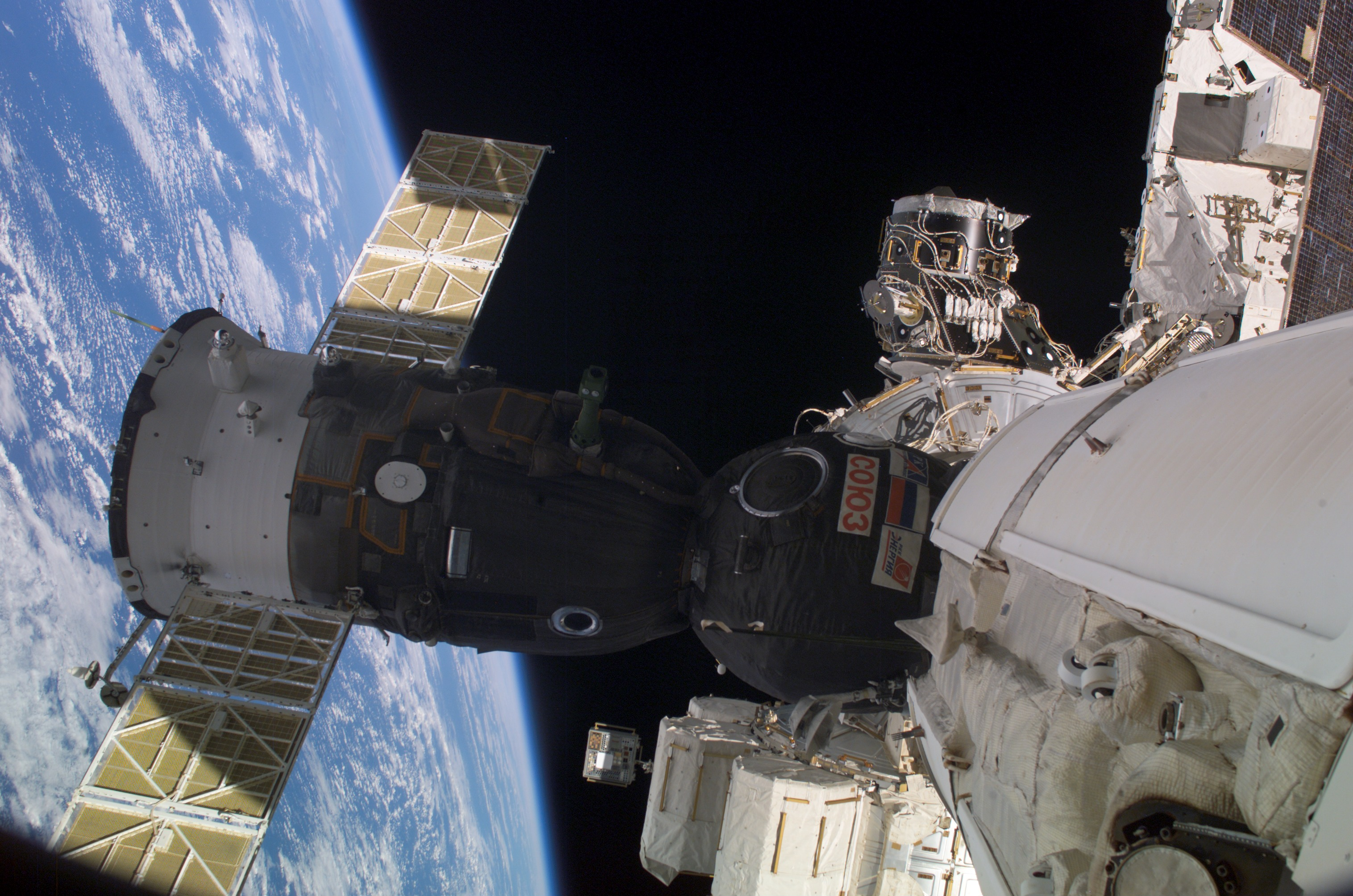
A Soyuz TMA-2 da Expedição 7 acoplada na ISS.
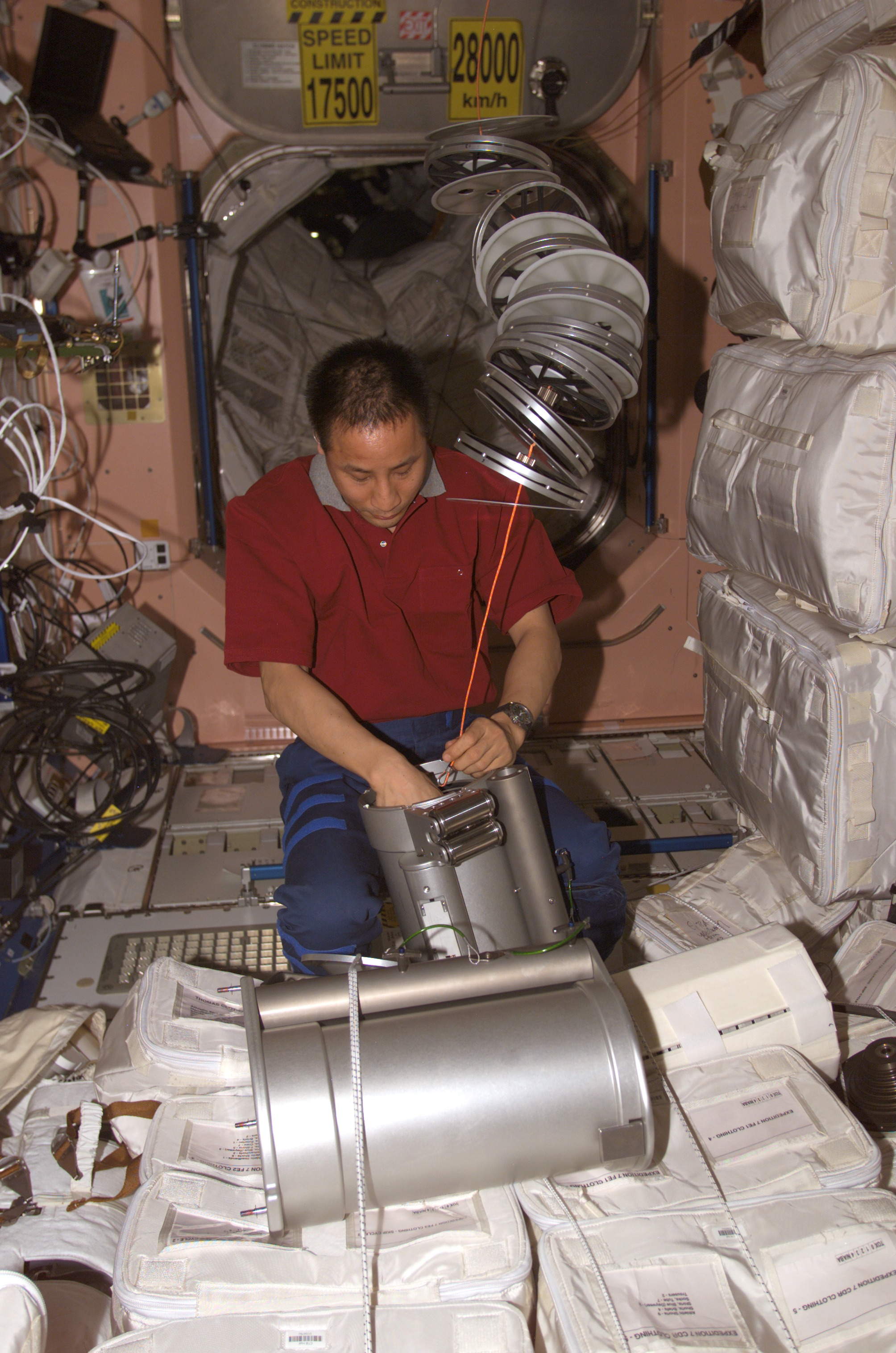
Lu realizando tarefas de manutenção no módulo Unity da ISS
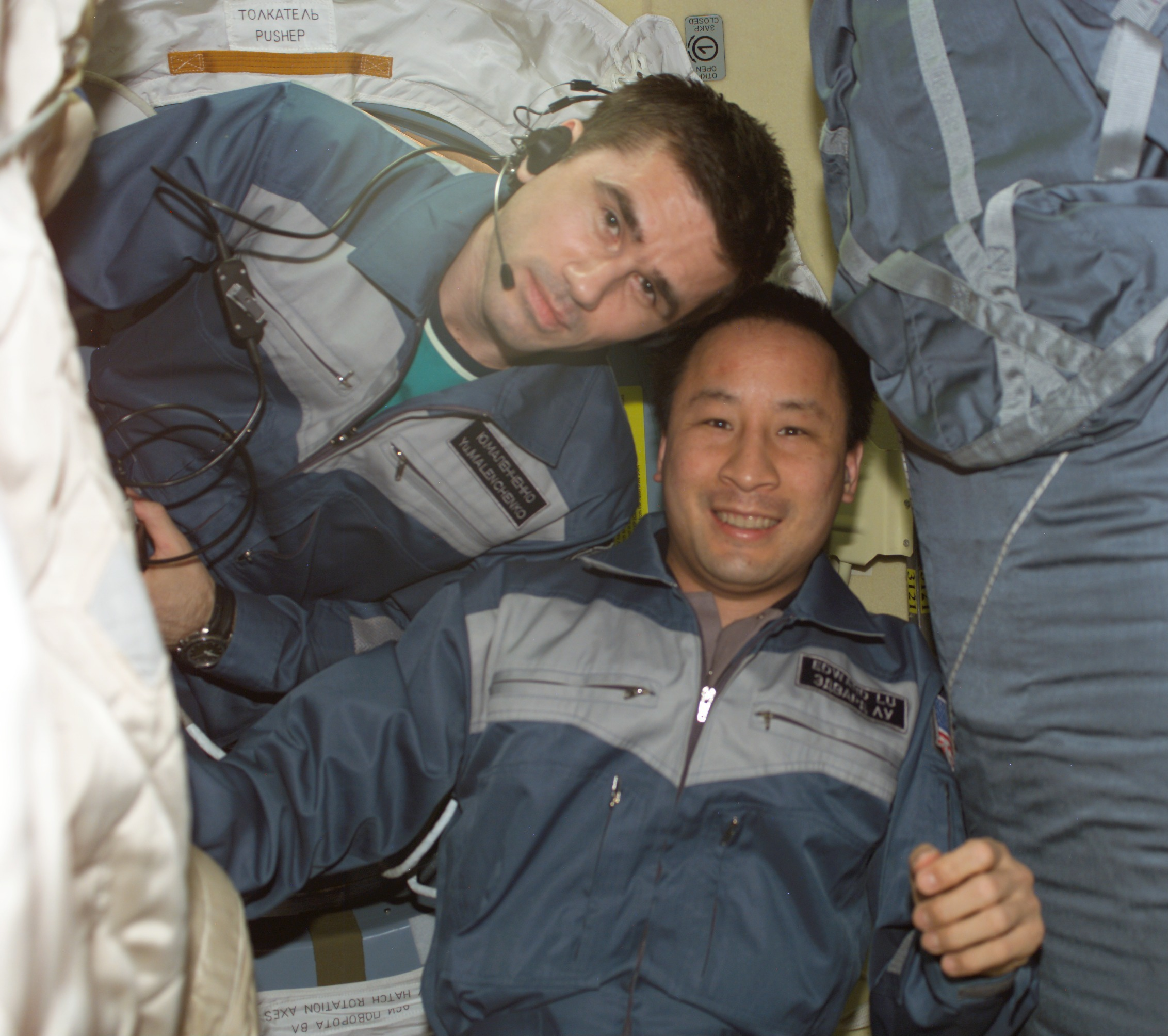
Malenchenko e Lu em órbita.